# Lil Mosey
Lathan Moses Echols (født 25. januar 2002), kendt som Lil Mosey er en amerikansk rapper, sanger og sangskriver fra Seattle, Washington. Han begyndte at opnå anerkendelse, da han i 2018 udgav singlen "Noticed" som har over 350 millioner afspilninger og nåede nr. 80 på Billboard Hot 100.
Den 20. juni 2019 opnåede Lil Mosey at komme med i 2019 XXL Freshman Class.
I november 2019 udgav Lil Mosey, sit andet album, som peakede på en 12. plads på Billboard 200.